# Tour-Spiel
Tour-Spiel – szósta EPka zespołu Minutemen wydana w kwietniu 1984 przez wytwórnię Reflex Records. Materiał nagrano 24 sierpnia 1984 w studiu "Sound Factory" w Tucson, (Arizona) przy udziale 15-osobowej publiczności.

## Lista utworów[1]
1. "Ain't Talkin' 'Bout Love" (E. Van Halen, A. Van Halen, D. Lee Roth, M. Anthony) – 0:39 (Van Halen)
2. "The Red and the Black" (E. Bloom, A. Bouchard, S. Pearlman) – 3:30 (Blue Öyster Cult)
3. "Green River" (J. Fogerty) – 1:47 (Creedence Clearwater Revival)
4. "Lost" (C. Kirkwood) – 2:24 (Meat Puppets)

## Skład
- D. Boon – gitara, śpiew
- Mike Watt – gitara basowa, wokal
- George Hurley – perkusja, wokal wspierający

produkcja
- Steve English – inżynier dźwięku
- Porky – mastering